# Сан-Джованни-Эванджелиста (Равенна)
Церковь Святого Иоанна Евангелиста (Сан-Джованни-Эванджелиста, итал. Chiesa di San Giovanni Evangelista) — базилика в городе Равенна (Италия), построенная в 425 году Галлой Плацидией в память о её спасении в 424 году во время шторма по дороге из Константинополя, которое ею было приписано заступничеству Иоанна Богослова.
Базилика неоднократно перестраивалась: в X веке была пристроена колокольня высотой 42 метра, в XIV веке простой кирпичный фасад был украшен мраморным готическим порталом. Практически уничтожена в ходе бомбардировки Равенны во время Второй мировой войны, после чего была полностью восстановлена к 1951 году. В 1956 году была восстановлена стена из красного кирпича, окружающая базилику.
Базилика имеет размеры 49 на 22 метра и разделена на три нефа колоннадой из 24 колонн, увенчанных капителями, которые являются самыми древними в Равенне. Апсида освещается семью арочными окнами и лишена каких-либо украшений. Ранее в ней были мозаики, изображавшие чудо спасения корабля с Галлой Плацидией и её детьми. Также в апсиде были мозаичные портреты всех представителей императорского дома, правивших в Равенне. Эти мозаики были полностью уничтожены в ходе бомбардировок города.
В боковых нефах на стенах выставлены фрагменты мозаик начала XIII века, изображающие фантастических зверей и сцены Четвёртого крестового похода. В середине левого нефа находится капелла джоттистов (итал. Cappella Giottesca) в которой находятся фрески работы Джотто и его учеников. Фрески слабо сохранились, различимы лишь фигуры четырёх евангелистов с их символами, а также отцов церкви: Иеронима Стридонского, Амвросия Медиоланского, Августина Блаженного и Григория Богослова. Также в левом нефе находится почитаемый образ Богородицы «Млекопитательницы».

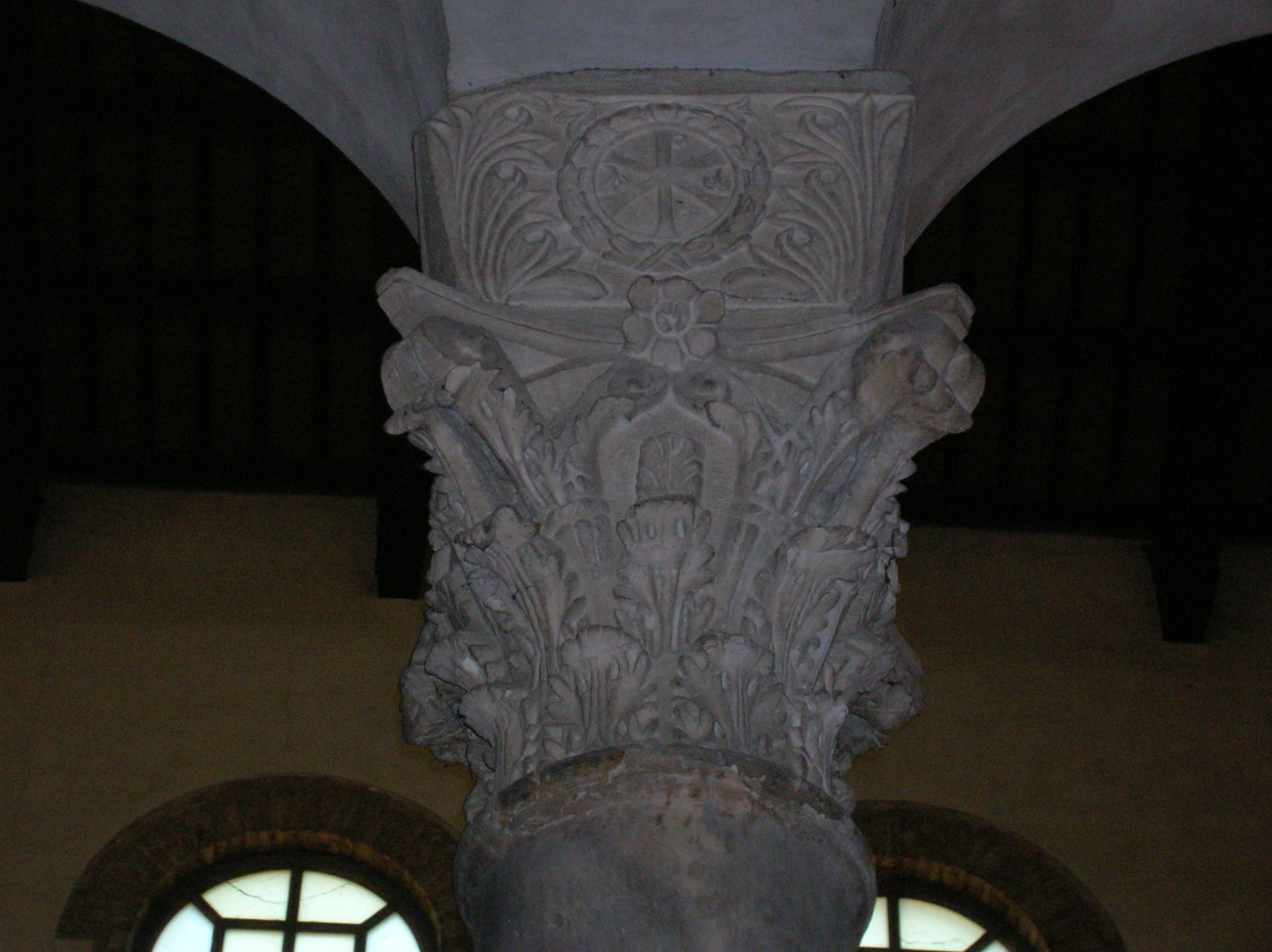
Капитель V века
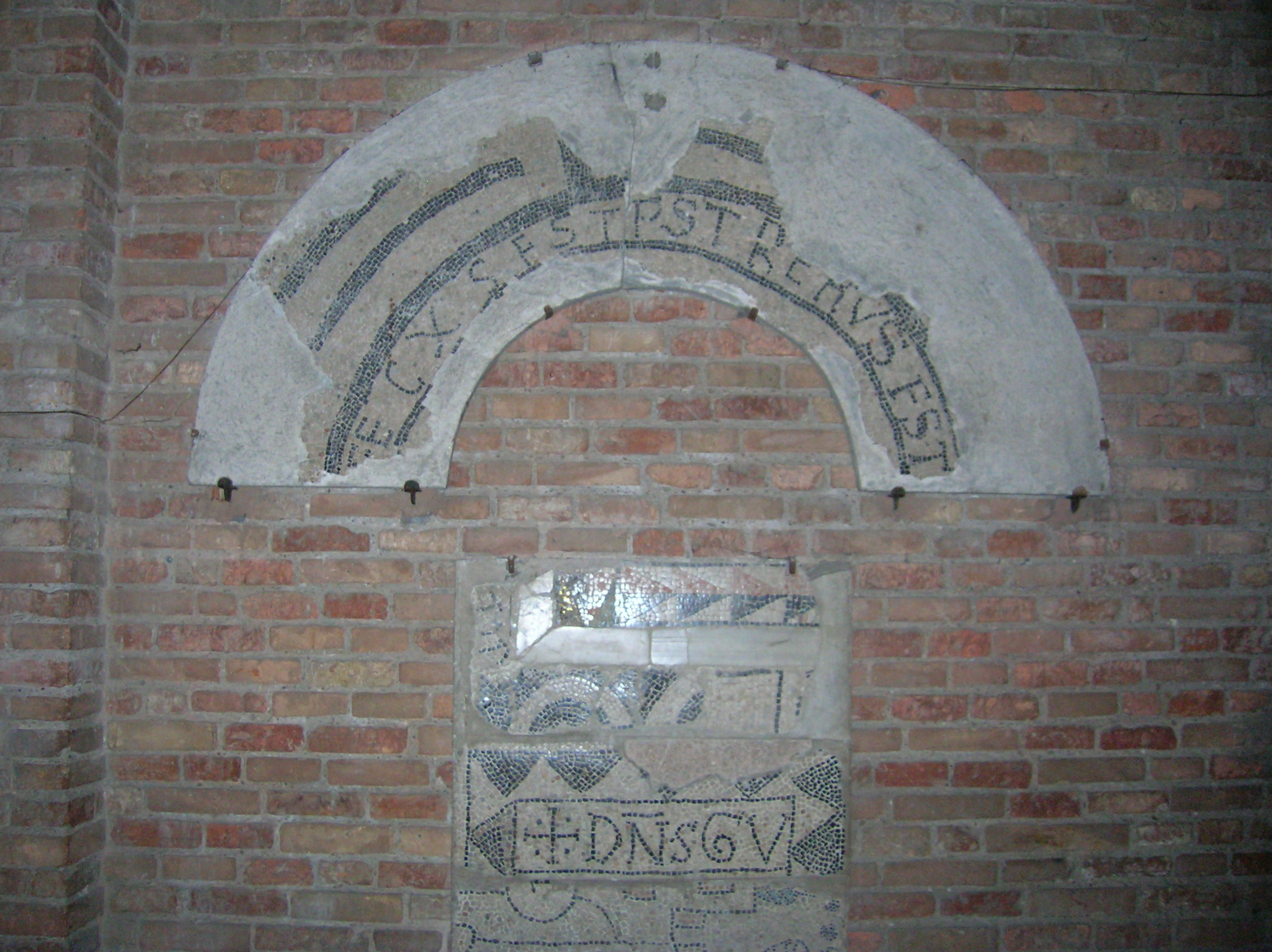
Фрагменты мозаик
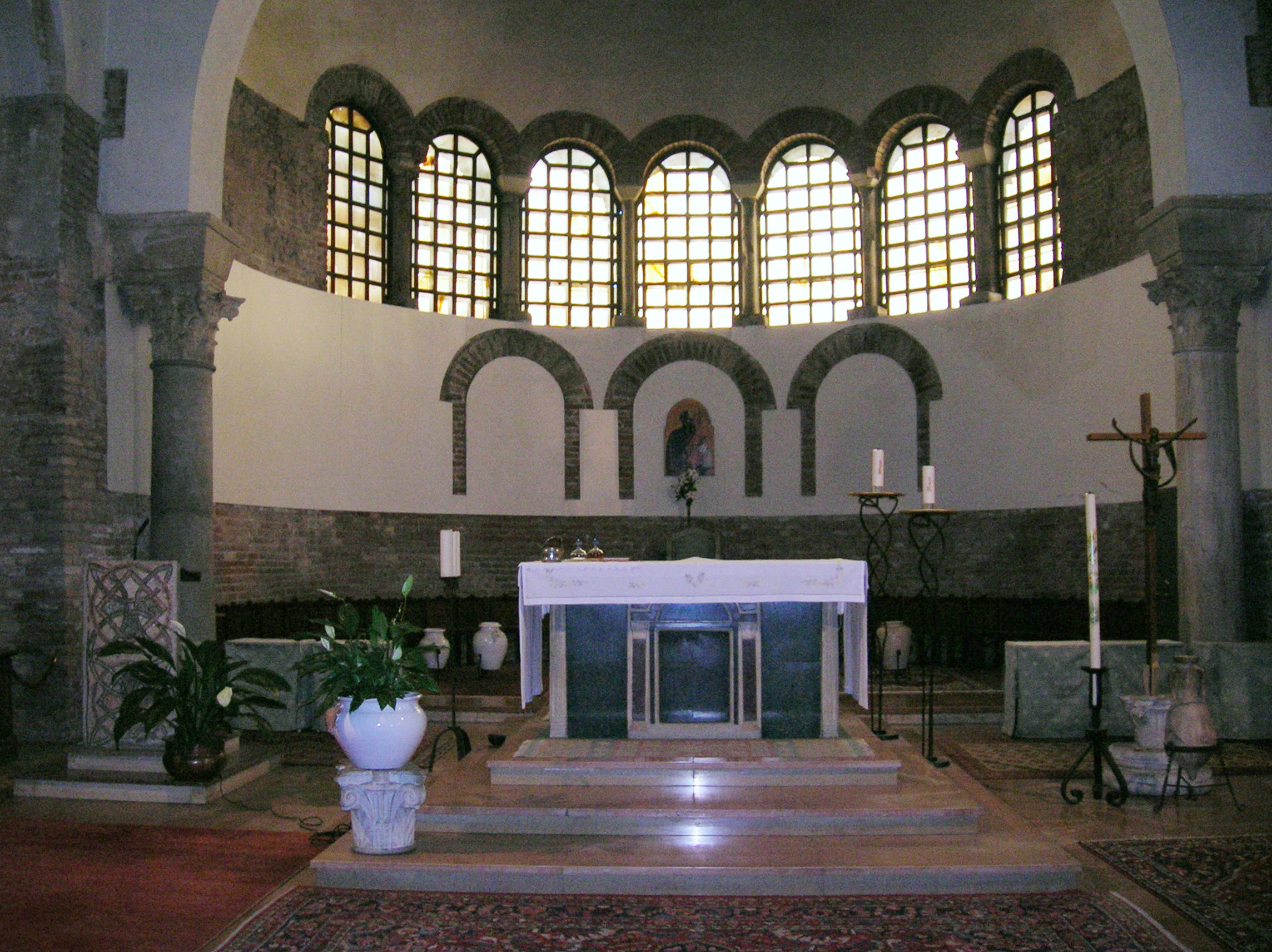
Главный алтарь базилики